# Francesco Giuliani di San Lucido
Il conte Francesco Giuliani di San Lucido (Belmonte Calabro, 6 giugno 1836 – San Lucido, 21 settembre 1905) è stato un politico italiano.
Fu senatore del Regno d'Italia nella XIV legislatura.

## Biografia
Ultimo di 14 figli, Francesco Giuliani nasce a Belmonte Calabro da Orazio, amministratore dei beni della famiglia Ruffo, e da Maria Giovannina Pizzini di Amantea. Dalla famiglia della mamma discenderanno poi il senatore Francesco Miceli Picardi e l'onorevole Gustavo Pizzini. Si adoperò e contribuì anche economicamente per preparare gli eventi che portarono all'unità d'Italia. Ricoprì più volte l'incarico di primo cittadino del suo paese.
Nel gennaio 1880, grazie alla proposta del ministro dell'interno, venne nominato cavaliere in quanto sindaco di San Lucido; nel giugno dello stesso anno, su proposta del ministro del commercio venne nominato cavaliere ufficiale in quanto benemerito dell'industria; infine nel novembre, su proposta dello stesso ministro, venne nominato commendatore in quanto benemerito delle classi povere del suo paese.
Il repentino carico di onorificenze si coronò nel giugno dell'anno successivo con la nomina a senatore del Regno.